# La Ligne du fleuve
Pour plus de détails, voir Fiche technique et Distribution.
La Ligne du fleuve (La linea del fiume) est un film dramatique italien réalisé par Aldo Scavarda et sorti en 1976.
C'est le premier et le seul long métrage de son réalisateur.

## Synopsis
Rome, le 16 octobre 1943. Les Allemands déportent les parents et amis du petit Giacomo Treves qui, par chance, échappe à la capture. L'enfant est confié par un prêtre, Don Luigi, au bagueur noir Amedeo, puis entame un voyage aventureux vers Londres. Son père y est speaker à la BBC pour les émissions italiennes de Radio Londres.
En atteignant la France, avec l'aide des partisans de Suse, Giacomo rejoint deux aviateurs britanniques de la RAF et le Dr Roder, qui est capturé par les SS après s'être porté volontaire comme chirurgien pour aider les blessés après le bombardement d'une gare. Avec ténacité, James entre dans la « river line », nom conventionnel de l'organisation de l'expatriation clandestine, et il est récupéré par les Alliés qui débarquent en Normandie. À Londres, il retrouve enfin son père. 

## Fiche technique
- Titre français : La Ligne du fleuve[1]
- Titre original italien : La linea del fiume[2]
- Réalisation : Aldo Scavarda
- Scenario : Massimo Dallamano, Jacques Rémy, Aldo Scavarda
- Photographie :	Arturo Zavattini
- Montage : Franca Silvi
- Musique : Giancarlo Chiaramello
- Décors : Franco Velchi Pellecchia, Andrea Crisanti
- Costumes : Andrea Zani
- Société de production : Istituto Luce
- Pays de production :  Italie
- Langue originale : Italien
- Format : Couleurs - Son mono - 35 mm
- Durée : 105 minutes
- Genre : Drame de guerre
- Dates de sortie :
  - Italie : 6 mai 1976

## Distribution
- Vasco De Cet : Giacomino Treves
- Philippe Leroy : le père de Giacomino
- Lea Massari : Amanda Treves
- Fiodor Chaliapine fils : le grand-père de Giacomino
- Leontina Levi Segré : la grand-mère de Giacomino.
- Néstor Garay : don Luigi
- Orazio Orlando : Amedeo
- Riccardo Cucciolla : Dr. Roder
- John Hurt : Chandler, aviateur de la RAF
- Jackie Basehart : Owen, aviateur de la RAF
- Armando Brancia : Giancarlo Rossetti
- Fiorella Masselli : Mme Rossetti
- Consalvo Dell'Arti : l'ami de Rossetti
- Franca Scagnetti : Amalia, la mère d'Amedeo
- Ezio Sancrotti : Amilcare Torretti
- Angela Goodwin : Margherita Torretti
- Nicoletta Elmi : Graziella Torretti
- Franca Maresa : Tante Ester
- Giacomo Furia : médecin
- Attilio Duse : infirmière
- Gisella Burinato : Mme Leuwen
- Diego Michelotti : fermier avec des cochons
- Winni Riva : fermier avec des cochons
- Karl Haas : général allemand
- Jean Pierre Clardin : étudiant en allemand
- Isarco Ravaioli : Le SS allemand
- Manfred Freyberger : sergent SS
- Selan Montenegro : soldat SS
- Eva Vanicek : Cristina
- Fausto Di Bella : commandant des partisans
- Gustavo De Nardo : épicier
- Simone Santo : autre épicier
- Giulio Tomasini : ingénieur Venturi